# Kwaaitaalvloer
Een Kwaaitaalvloer is een prefab vloer van gewapend beton, die in Nederland veel werd toegepast in de periode 1965-1983. De vloerdelen werden geproduceerd door de firma Kwaaitaal in Rotterdam.

## Problematiek
Om het beton van de vloerdelen sneller te laten harden, is er calciumchloride toegevoegd. Het snelle harden had als voordeel dat de ochtendstort al in de middag uit de mal kon worden genomen om plaats te maken voor de middagstort, wat een verdubbeling van de productie opleverde. Het toegevoegde calciumchloride veroorzaakte na verloop corrosie van de wapening (betonrot). Door het roesten en uitzetten van de wapening wordt de buitenste betonlaag (dekking) van de wapening gedrukt waardoor de corrosie nog sneller verloopt en de vloer snel sterkte verliest. Vooral bij een vochtige kruipruimte is er een verhoogd risico op problemen met Kwaaitaalvloeren.